# اللجنة البارالمبية الكندية

الشعار القديم

اللجنة البارالمبية الكندية، والمعروفة أيضًا باسم فريق كندا، هي منظمة خاصة غير ربحية تمثل الرياضيين البارالمبيين الكنديين في اللجنة البارالمبية الدولية وألعاب البارالمبية الأمريكية. تضم اللجنة 25 منظمة رياضية كأعضاء لها، وتعمل على دعم وتطوير الرياضيين ذوي الإعاقة من جميع أنحاء كندا، من خلال توفير الموارد وفرص التدريب، وضمان تمثيلهم على أعلى المستويات الدولية في الرياضات البارالمبية.

## الأعضاء

### الأعضاء النشطين
- ألباين كندا ألباين
- ألعاب القوى الكندية
- الجمعية الكندية للرياضة للمكفوفين
- الجمعية الكندية لرياضة الشلل الدماغي
- الرابطة الكندية للكيرلنج
- الرابطة الكندية لركوب الدراجات
- الاتحاد الكندي للمبارزة
- الاتحاد الكندي لكرة القدم
- رابطة كرة السلة الكندية على الكراسي المتحركة - المعروفة الآن باسم رابطة كرة السلة الكندية على الكراسي المتحركة
- الرابطة الكندية لرياضة الكراسي المتحركة
- رابطة اليخوت الكندية
- عبر البلاد في كندا
- الخيول كندا
- اتحاد الرماة الكنديين
- هوكي كندا
- جودو كندا
- التجديف كندا أفيرون
- اتحاد الرماية الكندي
- أمة السباحة في كندا
- تنس الطاولة كندا
- تنس كندا
- الكرة الطائرة الكندية

### الشركاء
- تحالف الحياة النشطة للكنديين ذوي الإعاقة
- تغيير الذهاب
- تنس الريشة كندا
- رياضة ذوي الاحتياجات الخاصة في كولومبيا البريطانية
- الزلاجة الجماعية الكندية الهيكل العظمي
- رابطة الرقص الرياضي الكندية للهواة
- الرابطة الكندية لرياضة مبتوري الأطراف
- الجمعية الكندية للتزلج على الجليد للأشخاص ذوي الإعاقة
- الرابطة الكندية للرياضيين ذوي الإعاقة الذهنية
- وكالة دعم أفراد القوات المسلحة الكندية وعائلاتهم
- الاتحاد الكندي للتزلج على الجليد
- كانو كاياك كندا
- هوكي الحقل كندا
- الجمباز الكندي
- شبكة أونتاريو للمعاقين
- رياضة البارا سبورت في أونتاريو
- الرياضة البارالمبية والترفيه في جزيرة الأمير إدوارد
- سينكرو كندا
- التايكوندو كندا
- الترياتلون الكندي
- التزلج على الماء والتزلج على الماء في كندا

## الرؤساء
قائمة الرؤساء السابقين: 
- لو ليفايف (1976–1977)
- هيو جلين (1977–1981)
- دوغ ألين (1982–1983)
- روبرت ستيدوارد (1984–1990)
- هيلين مانينغ (1991–1997)
- لوريل كروسبي (1997-1998)
- باتريك جارفيس (1998–2006)
- هنري وولر (مؤقتًا، 2006)
- كارلا كوالترو (2006–2011)
- ديفيد ليج (2011–2013)
- غايتان تارديف (2013–2017)

## قاعة الشهرة
الرياضيين
- أرنولد بولدت (2001)
- يوجين رايمر (2001)
- جوان بيردان (2003)
- أندريه فيجر (2005)
- مايكل إيدجسون (2011)
- كلايتون جيرين (2011)
- ليليانا ليوبيسيتش (2011)
- روبرت إيستون (2013)
- جينيفر كريمبين (2013)
- تيم ماك إسحاق (2013)
- شانتال بيتيكلير (2015)
- لورين وولستنكروفت (2015)
- مارني أبوت بيتر (2015)
- كارولينا ويسنيوسكا (2017)
- كوليت بورغونيه (2019)
- جوش دويك (2019)
- فيفيان فورست (2019)
- جوي جونسون (2019)
- غاريت هيكلينج (2019)

المدربين
- إيرل تشيرش (2011)
- تيم فريك (2013)
- ويلف ستروم (2015)
- أوزي ساويكي (2017)
- جو ريا (2019)

- روبرت ستيدوارد (2000)
- روبرت دبليو جاكسون (2001)
- ريك هانسن (2003)
- جيري جونستون (2003)
- دنكان كامبل (2005)
- باتريك جارفيس (2007)
- جويس فيربيرن (2011)
- جانيت دان (2013)
- جون هاو (2013)
- أودري ستروم (2015)
- غاري ماكفيرسون (2015)
- الدكتور دونالد روير (2015)
- كارلا كوالترو (2017)
- أرتشي أليسون (2017)
- مورين أورتشارد (2017)
- كاثي نيومان (2019)